# Schodišťový prostor

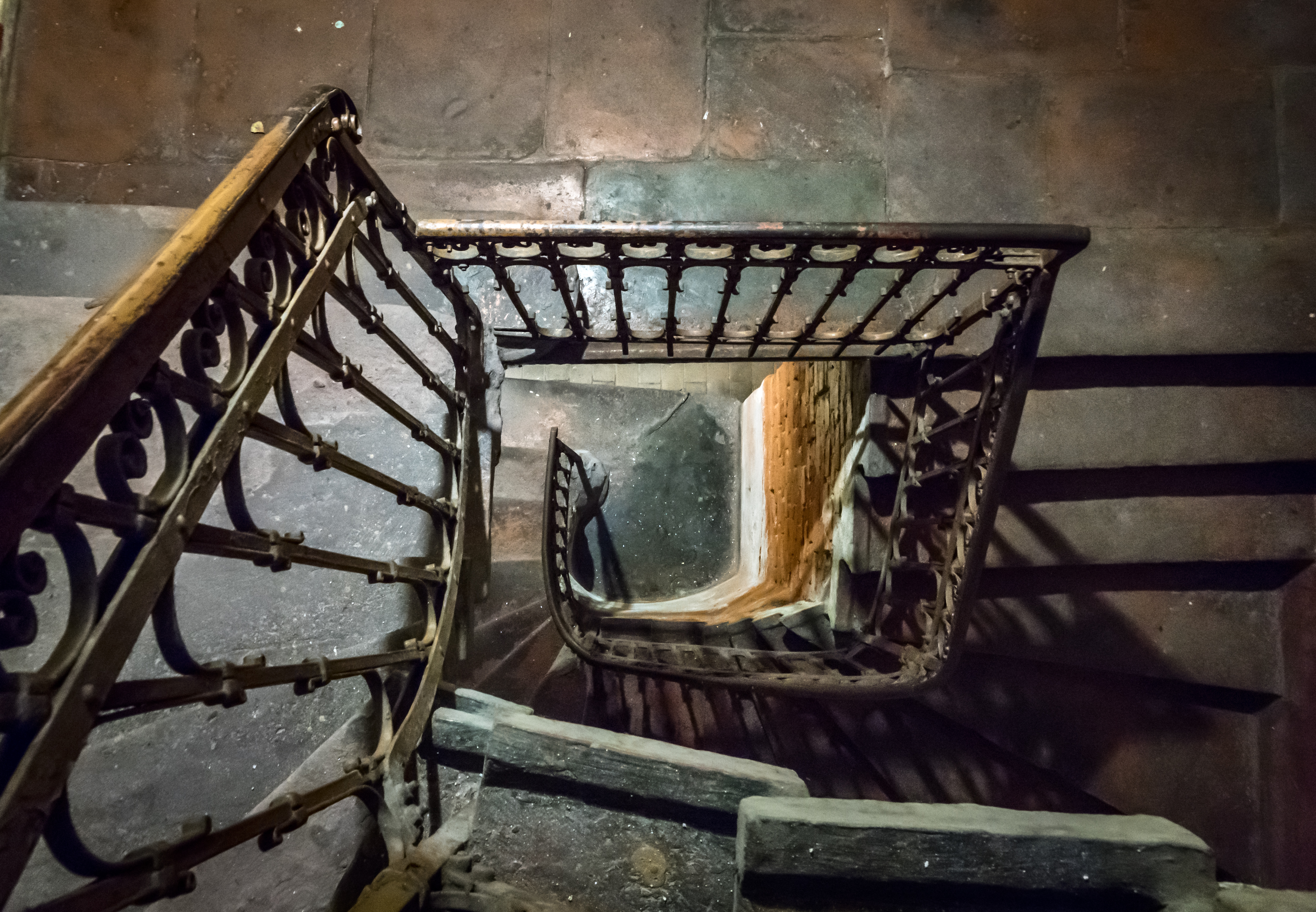
Schodišťový prostor

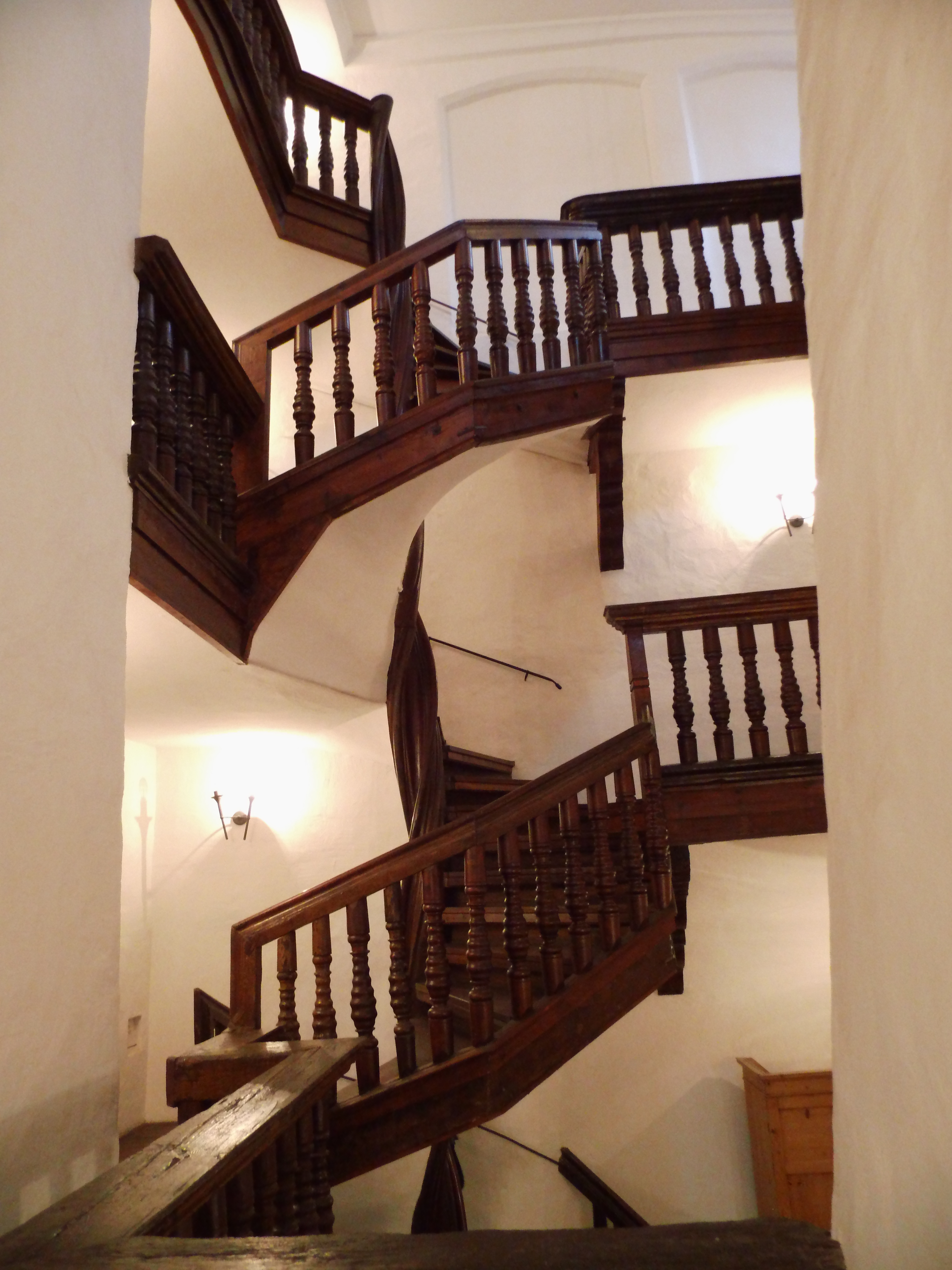
Historický schodišťový prostor, Zhořelec

Schodišťový prostor je komunikační vertikální prostor, ve kterém je umístěno schodiště, a spojuje dvě nebo více podlaží.
Mezi nejstarší a nejjednodušší formy schodišťových prostor patří místnosti s točitými schodišti umístěné uvnitř silných zdí a přiléhající k budovám v podobě malých kruhových nebo polygonálních přístavků věží. Od středověku začalo schodiště na hradech nabývat reprezentativního charakteru a v baroku se stalo prostornou místností s pestrým uspořádáním schodišť a bohatou architektonickou výzdobou – zejména v palácích.
Schodišťový prostor by měl být spolu se stropem nad ním nehořlavý. Měl by být osvětlen denním světlem a umělým světlem pro pohyb ve tmě.